# Stenia vasquezii
Stenia vasquezii är en orkidéart som beskrevs av Dodson. Stenia vasquezii ingår i släktet Stenia och familjen orkidéer. Inga underarter finns listade i Catalogue of Life.

## Bildgalleri

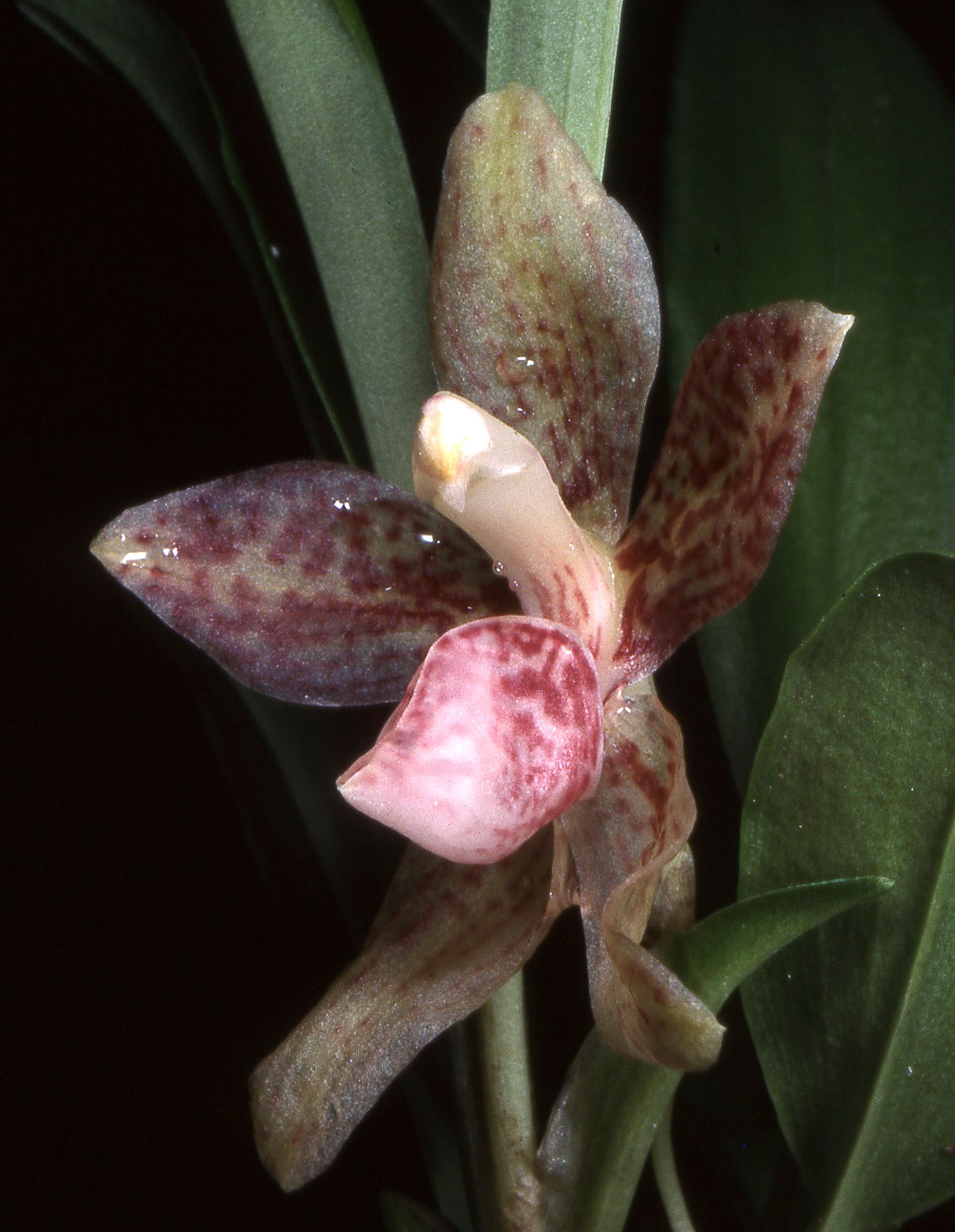
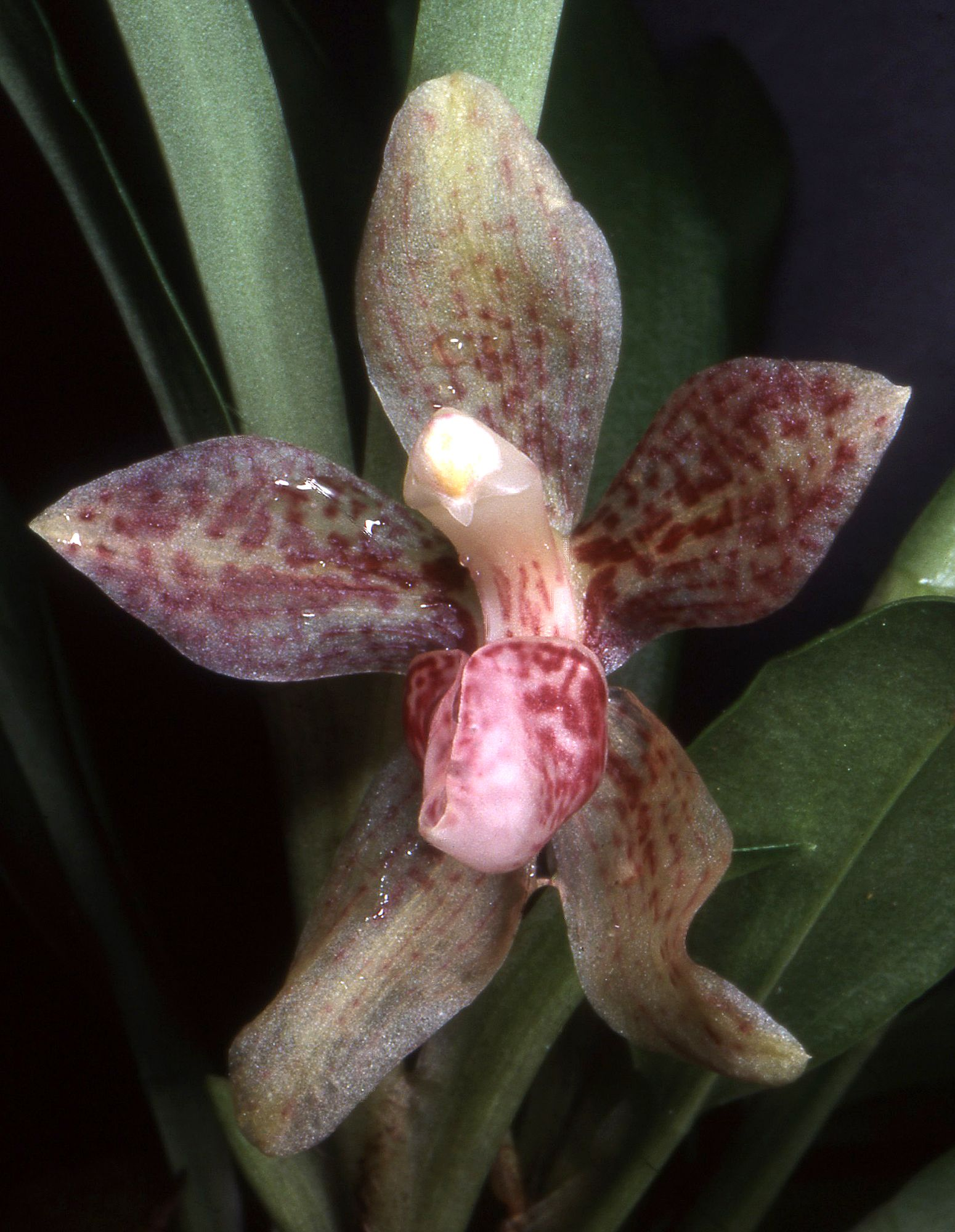
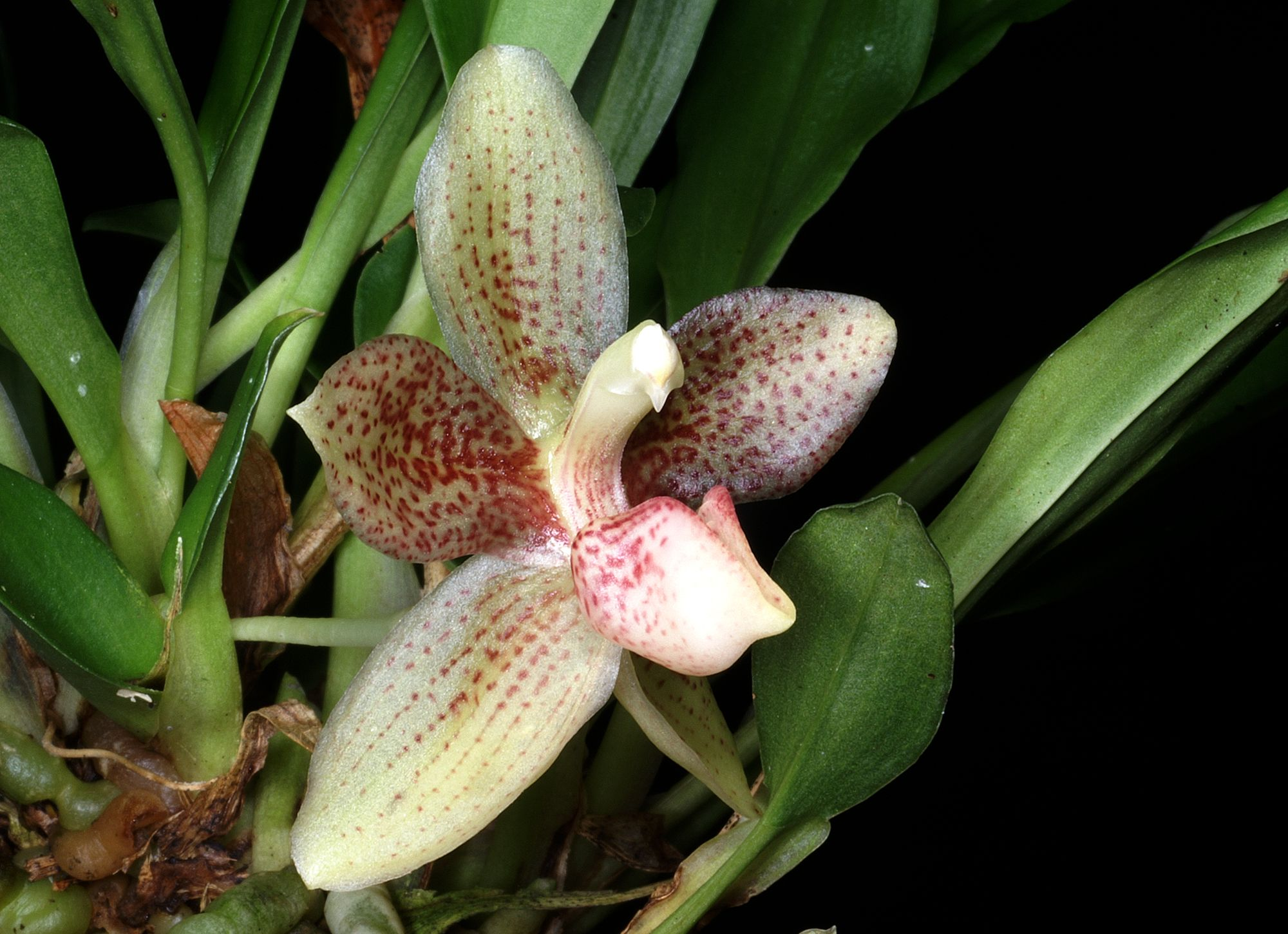
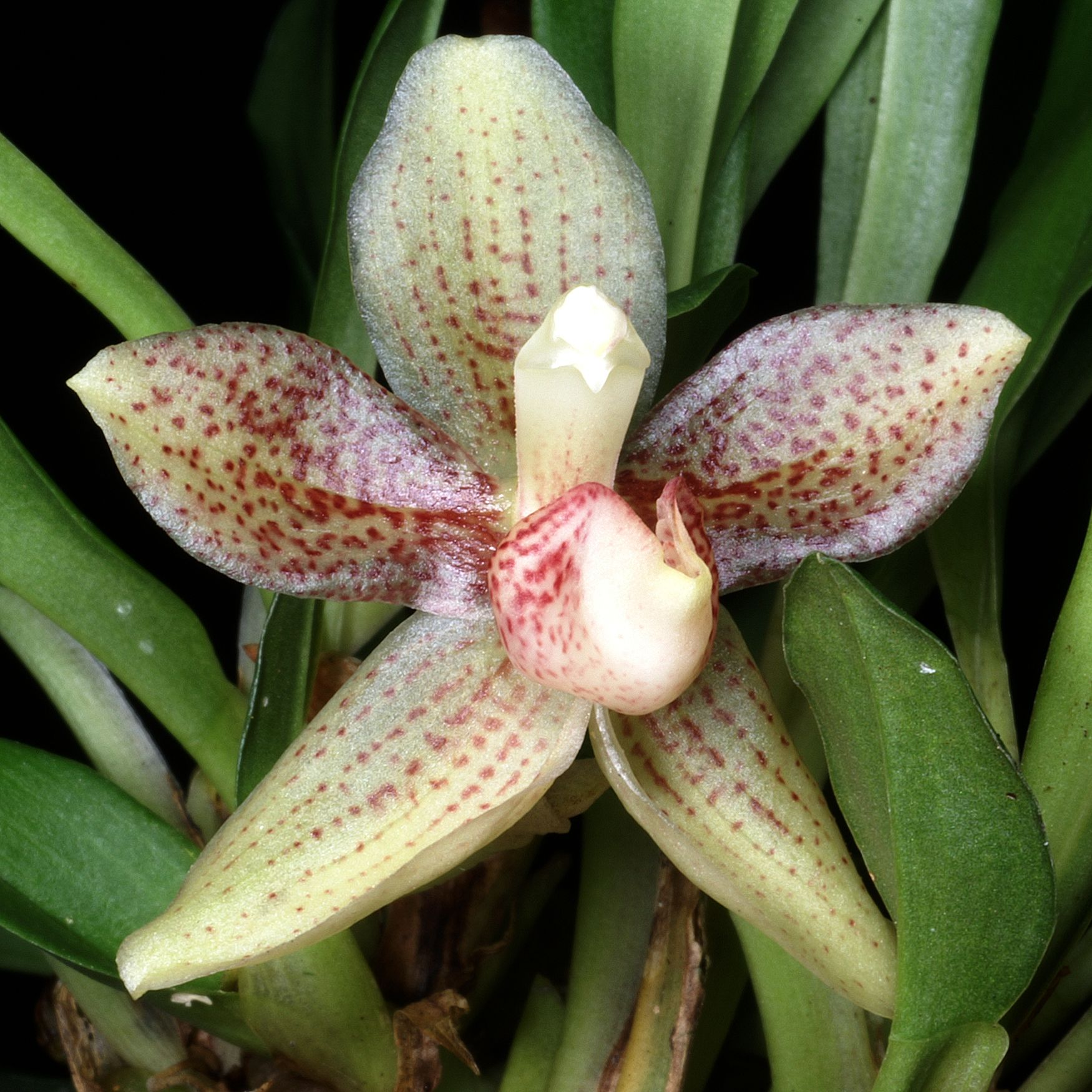